# Рессель, Франко
Франко Рессель (итал. Franco Ressel; 8 февраля 1925, Неаполь  – 30 апреля 1985, Рим) — итальянский киноактер. С 1961 по 1985 годы снялся в 121 фильме.
Стал известен благодаря съемкам в многочисленных фильмах жанра спагетти-вестерн.

## Избранные роли в кино
- The Assassin (1961)
- Damon and Pythias (1962)
- Монах из Монцы (1963)
- Шесть женщин для убийцы (1964) — Рикардо Морелли
- All'ombra di una colt (1965)
- Agente S 03: Operazione Atlantide (1965)
- Agent 077 From the Orient with Fury (1965)
- Pride and Vengeance (1968)
- Sabata (1969)
- Trafic (1971)
- The Deadly Trap (1971)
- Eye in the Labyrinth (1972)
- Naked Girl Killed in the Park (1972)
- ...a tutte le auto della polizia (1975)
- The Perfect Crime (1978)
- 1983 — И корабль плывёт… — нотариус